# جیمز مک‌کین کتل
جیمز مک‌کین کتل (انگلیسی: James McKeen Cattell؛ ۲۵ مه ۱۸۶۰ – ۲۰ ژانویه ۱۹۴۴) نخستین استاد روان‌شناسی در ایالات متحده بود و در دانشگاه پنسیلوانیا در فیلادلفیا تدریس می‌کرد.
او در ایستون واقع در پنسیلوانیای ایالات متحده آمریکا متولد شد، و درجه لیسانس خود را در سال ۱۸۸۰ میلادی از کالج لافایت که ریاستش را پدرش به عهده داشت دریافت کرد. به پیروی از رسم رفتن به اروپا برای تحصیلات تکمیلی او نیز اول به گوتینگن و سپس به لایپزیک نزد وونت رفت. در سال ۱۸۸۲ مقاله‌ای نوشت که باعث شد از دانشگاه جان هاپکینز بورس تحصیلی دریافت کند. در آن زمان به فلسفه علاقه داشت و در نیمسال اول تحصیلش هیچ درسی از روان شناسی ارائه نمی‌شد. به نظر می‌رسد کتل بر اثر آزمایش‌های شخصی خود بر روی داروها به روان‌شناسی علاقه‌مند شده باشد.
او مواد مختلف از حشیش گرفته تا مورفین، تریاک، کافئین، تنباکو و شکلات را آزمایش کرد. متوجه شد که نتایج از لحاظ شخصی و هم از لحاظ حرفه‌ای جالبند. بعضی از داروها به ویژه حشیش او را شاداب می‌کرد و افسردگی را که دچارش بود کاهش می‌داد. او به تأثیرات داروها در کارکرد ذهنی خود نیز علاقه‌مند بود.
اعتبار کتل معمولاً به این است که در به حرکت در آوردن روان‌شناسی آمریکا به سوی یک رویکرد عمومی و مبنی بر آزمون در مطالعه فرایندهای ذهنی تأثیر داشته‌است. روان‌شناسی او به توانایی انسان توجه داشت تا محتوای هوشیاری و از این لحاظ به کارکردگرایی نزدیک می‌شود هر چند که او مانند هال و جیمز هرگز به صورت رسمی در این جنبش وارد نشد. اما، با تأکیدی که بر فرایندهای ذهنی بر حسب مفید بودنشان برای موجود زنده داشت او معرف روح مکتب کارکردگرایی آمریکایی به حساب می‌آید.

## کارهای کتل
علاوه بر زمان واکنش و تفاوت‌های فردی، پژوهش‌های او به خواندن،ادراک، تداعی معانی،پسیکوفیزیک، و ترتیب روش شایستگی نیز ارتباط داشت..